# Puchar Świata w narciarstwie alpejskim 2022/2023
Sezon 2022/2023 Pucharu Świata w narciarstwie alpejskim rozpoczął się 22 października 2022 r., tradycyjnie w austriackim Sölden. Ostatnie zawody z tego cyklu odbyły się 19 marca 2023 r. w andorskim kurorcie Soldeu. 
W dniach 6–19 lutego 2023 r., na terenie dwóch francuskich ośrodków narciarskich, tj. Courchevel i Méribel, zostały rozegrane Mistrzostwa Świata w Narciarstwie Alpejskim 2023, które nie były zaliczane do klasyfikacji Pucharu Świata i Pucharu Narodów. 

## Puchar Świata w narciarstwie alpejskim kobiet
Puchar Świata zdobyty w sezonie 2021/2022 obroniła Amerykanka Mikaela Shiffrin.
W poszczególnych klasyfikacjach triumfowały:
- zjazd:  Sofia Goggia
- slalom:  Mikaela Shiffrin
- gigant:  Mikaela Shiffrin
- supergigant:  Lara Gut-Behrami

## Puchar Świata w narciarstwie alpejskim mężczyzn
Puchar Świata zdobyty w sezonie 2021/2022 obronił Szwajcar Marco Odermatt.
W poszczególnych klasyfikacjach triumfowali:
- zjazd:  Aleksander Aamodt Kilde
- slalom:  Lucas Braathen
- gigant:  Marco Odermatt
- supergigant:  Marco Odermatt

## Klasyfikacje

### Klasyfikacja generalna Pucharu Narodów[a]
| Miejsce | Państwo           | GS   | SL   | DH   | SG   | Razem |
| ------- | ----------------- | ---- | ---- | ---- | ---- | ----- |
| 1.      | Szwajcaria        | 2691 | 2681 | 2730 | 2896 | 11318 |
| 2.      | Austria           | 1812 | 1656 | 2484 | 2537 | 8729  |
| 3.      | Norwegia          | 2372 | 2323 | 1393 | 1123 | 7611  |
| 4.      | Włochy            | 1581 | 683  | 2451 | 1803 | 6698  |
| 5.      | Stany Zjednoczone | 1288 | 1377 | 1198 | 526  | 4389  |
| 6.      | Francja           | 1021 | 602  | 975  | 1076 | 3674  |
| 7.      | Niemcy            | 220  | 1219 | 939  | 586  | 3164  |
| 8.      | Kanada            | 503  | 499  | 586  | 487  | 2075  |
| 9.      | Słowenia          | 677  | 345  | 657  | 88   | 1767  |
| 10.     | Szwecja           | 524  | 1153 | –    | –    | 1677  |